# For Ever
For Ever è il secondo album in studio del gruppo musicale britannico Jungle, pubblicato nel 2018.

## Tracce
1. Smile – 3:07
2. Heavy, California – 3:05
3. Beat 54 (All Good Now) – 4:07
4. Cherry – 3:16
5. Happy Man – 3:12
6. Casio – 3:54
7. Mama Oh No – 3:17
8. House in LA – 4:44
9. Give Over – 3:33
10. Cosurmyne – 3:40
11. Home – 2:12
12. (More and More) It Ain't Easy – 3:12
13. Pray – 4:41

## Formazione
- Josh Lloyd-Watson
- Tom McFarland